# St.-Anna-Kirche (Großenmeer)

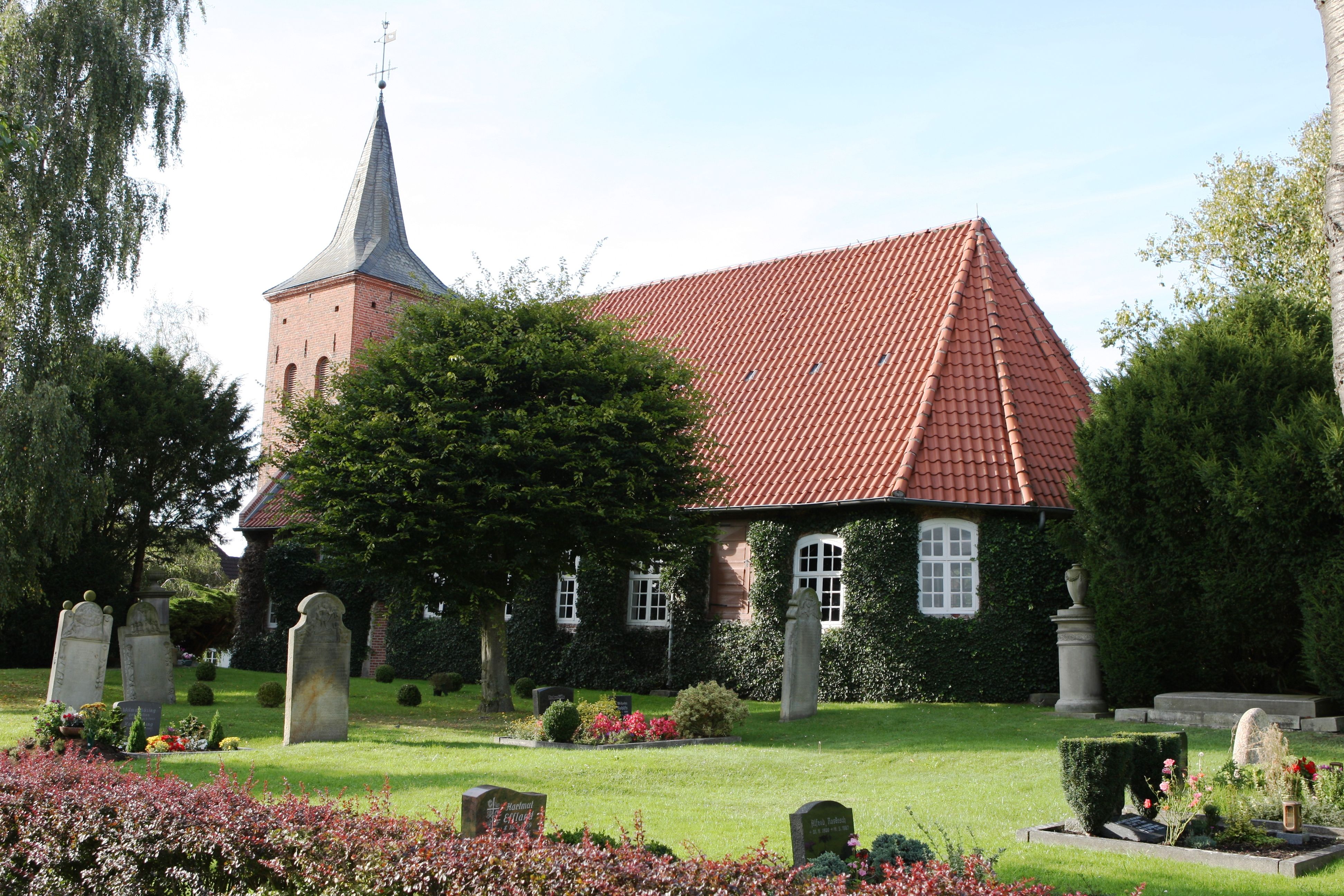
Ansicht von Südosten

Die St.-Anna-Kirche  in Großenmeer, Gemeinde Ovelgönne, ist eine Kirche der 
Evangelisch-lutherischen Kirchengemeinde Vier Kirchen Ovelgönne, die dem Kirchenkreis  Wesermarsch der Evangelisch-Lutherischen Kirche in Oldenburg angehört.

## Geschichte
In dem durch Eindeichung im 15. Jahrhundert gewonnenen Gebiet wurde nach Gründung der Siedlung Merhusen um 1504 die erste Kirche errichtet. Die St.-Anna-Kirche wurde um 1600 an einer anderen Stelle erbaut. Der Turm ist mit 1781 datiert.

## Beschreibung
Die Saalkirche wurde aus Backstein erbaut und verputzt. Der Chor hat einen 5⁄12-Schluss. Der Innenraum ist niedrig mit einer Holzbalkendecke.

## Ausstattung
Ältestes Ausstattungsstück in der Kirche ist das Taufbecken aus Messing, das laut einer Inschrift 1705 der Kirche geschenkt wurde. Der Kanzelaltar mit Altarschranken wurde ebenso wie die westliche Empore und die Prieche an der Südseite des Chors 1817 gefertigt, die nördliche Prieche in der Mitte des 18. Jahrhunderts. Ein sechzehnarmiger Messingkronleuchter stammt von 1765.

## Orgel

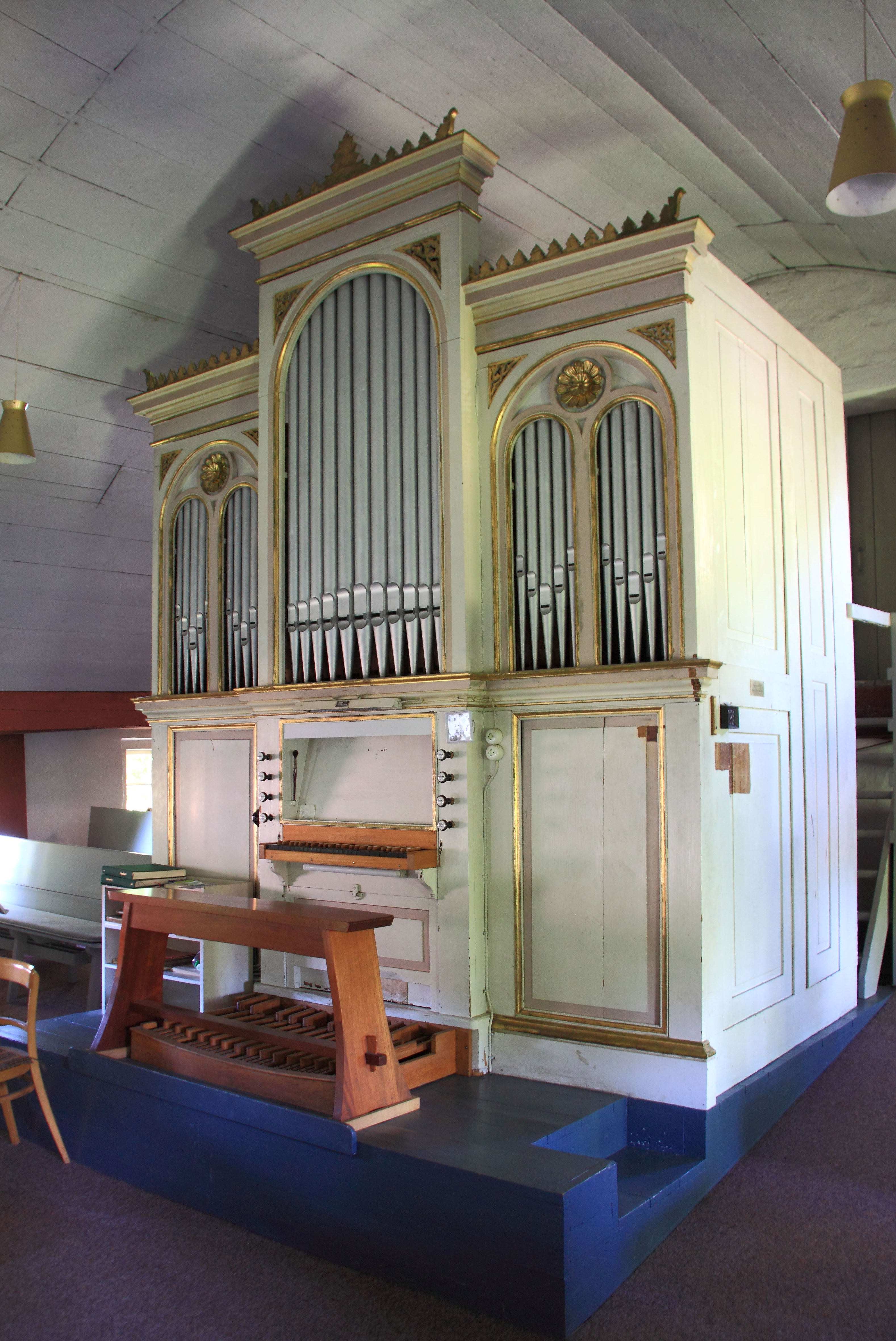
Orgel

Die Orgel wurde 1876 von Johann Claussen Schmid aus Oldenburg hergestellt. 1964 wurde sie von Alfred Führer renoviert und die Disposition verändert.